# Sans un bruit (série de films)
Pour les articles homonymes, voir Sans un bruit.
 Pour plus de détails, voir Fiche technique et Distribution
Sans un bruit ou Un coin tranquille au Québec (A Quiet Place) est une série de films de science-fiction américains. Elle met en scène des humains victimes d'extraterrestres sensibles au bruit. Elle est constituée de trois films, un quatrième opus est prévu.

## Films
- Sans un bruit (A Quiet Place) de John Krasinski, sorti en 2018
- Sans un bruit 2 (A Quiet Place Part II) de John Krasinski, sorti en 2021
- Sans un bruit : jour 1 (A Quiet Place: Day One) de Michael Sarnoski, film spin-off sorti en 2024
- en projet : Sans un bruit 3 (A Quiet Place Part III) de John Krasinski Date sujette à modification

## Synopsis
En 2020, la majorité de la population humaine et animale a été exterminée par des créatures extraterrestes. Les créatures aveugles et très sensibles, attaquent tout ce qui émet du bruit. Elles possèdent une ouïe hypersensible. Parmi les survivants, la famille Abbott, constituée d'Evelyn et Lee, leur fille Regan, atteinte de surdité congénitale, et de leurs fils Marcus et Beau, cherchent des vivres, des médicaments et des objets divers dans le magasin abandonné d'une ville déserte. La famille communique en langue des signes. Beau, le plus jeune, âgé de quatre ans, est attiré par un jouet de navette spatiale à piles, mais Lee le lui enlève des mains à cause du bruit qu'il pourrait provoquer. En cachette, Regan rend toutefois le jouet à Beau, lequel prend également les piles que son père avait retirées, sans que personne le voie. Alors que la famille rentre chez elle à pied et traverse un pont, Beau active le jouet. Lee se précipite pour essayer de sauver son fils mais une créature, attirée par le bruit du jouet, emporte et tue le garçon.
Plus d'un an plus tard, la famille Abbott tente de survivre dans sa ferme et s'est organisée pour ne pas faire de bruit. Regan se sent toujours coupable de la mort de son frère, tandis qu'Evelyn est enceinte d'un nouvel enfant. Plus tard, Evelyn, seule à la maison, perd les eaux plus tôt que prévu. En se dirigeant vers leur sous-sol, elle marche sur un clou exposé. La douleur et la surprise sont telles qu'elle laisse échapper un cri et fait tomber accidentellement un cadre en verre, ce qui alerte une créature proche, qui pénètre dans la maison. Elle s'efforce de garder le silence malgré les contractions, puis elle parvient à sortir de la cave en attirant la créature ailleurs grâce à un minuteur. Arrivé à la ferme et voyant les lumières, Lee demande à Marcus de déclencher un feu d'artifice comme moyen de diversion, ce qu'il parvient à faire au moment même où sa mère ne peut retenir un cri à cause de l'accouchement imminent. En arrivant à la maison, Lee croit d'abord qu'Evelyn a été tuée car il voit le sang dans la baignoire, mais il la trouve finalement cachée dans la douche avec son fils nouveau-né. Il les emporte alors rapidement vers un sous-sol insonorisé qu'ils ont aménagé dans la grange en prévision de la naissance. De son côté, Regan retrouve Marcus dans un champ. Juste avant, elle ne s'est pas rendue compte que son implant cochléaire défectueux a réagi à la proximité d'une créature en émettant un son haute fréquence qui l'a effrayée et chassée. Les deux enfants se réfugient ensuite au sommet d'un silo à grains, où ils tentent d'alerter leur père avec un feu, qui finit par s'éteindre lorsqu'ils sont à court de liquide d'allumage.
Lee est tué par la créature. De retour à la ferme, les enfants retrouvent Evelyn — qui a vu la mort de son mari grâce aux caméras de surveillance —, et ils se dirigent vers la cave de la maison où les enfants font connaissance avec leur nouveau frère. Regan découvre aussi tout le matériel de son père et prend conscience de tous ses efforts, notamment au sujet de son implant. Le monstre revient alors vers la ferme et pénètre à nouveau dans la cave. En observant les réactions que produit la créature sur les écrans, qui deviennent brouillés, Regan se rend compte progressivement que certains sons mettent l'alien en difficulté. Elle remet alors son implant sous tension et le place sur un microphone à proximité, amplifiant la rétroaction. Visiblement désorientée, la créature expose la chair de sa tête sous sa carapace blindée, ce qui permet à Evelyn de tirer avec son fusil et de la tuer. La famille regarde un moniteur de vidéosurveillance, montrant deux créatures attirées par la détonation du fusil de chasse qui s'approchent de la maison. Forts de leur nouvelle connaissance des faiblesses des créatures, Regan et Evelyn se préparent à riposter, la jeune fille augmentant le volume de l'appareil connecté au microphone.
Un an avant les évènements du premier film, les Abbott assistent au match de baseball de l'aîné, Marcus. Un objet enflammé traverse le ciel et s'écrase sur la Terre, sous les yeux médusés des spectateurs. Alors que tout le monde quitte précipitamment le parc et cherche à rentrer chez soi, la ville est attaquée par des créatures extraterrestres disposant d'une ouïe surdéveloppée leur permettant de repérer et traquer leurs proies.
Dans le présent, les aliens ont tué une grande partie de la population terrestre, dont Lee Abbott, qui s'est sacrifié pour sauver sa famille : sa femme Evelyn, sa fille sourde Regan, son fils Marcus et son nouveau-né. Ayant découvert que la diffusion d'ondes audio à haute fréquence rendait les créatures vulnérables, Regan improvise un kit pour retransmettre les ultrasons émis par son implant cochléaire à travers un microphone et un haut-parleur, afin de pouvoir plus facilement mettre en difficulté et abattre les créatures.
Evelyn et ses enfants partent à la recherche d'autres survivants ainsi que d'un nouvel abri pour se protéger. Ils traversent la forêt et quittent la vallée à pied. Alors qu'ils pénètrent dans la cour d'une fonderie désaffectée, Evelyn déclenche accidentellement une alarme de fortune. Alors qu'ils fuient le son, Marcus se coince le pied dans un piège à ours qui le blesse grièvement. Malgré les supplications de sa mère, le garçon hurle de douleur, attirant une créature jusqu'à l'usine. Grâce à son kit, Regan parvient à repousser l'alien suffisamment longtemps pour que Evelyn l'abatte avec son fusil. Elles libèrent Marcus et la famille s'enfuit à l'intérieur du bâtiment, alors que d'autres créatures arrivent. Ils sont alors secourus par un homme, qui se révèle être Emmett, un ancien ami de Lee. Ce dernier les conduit dans un bunker aménagé sous la fonderie et doté de cuves hermétiques et insonorisées dans lesquelles il est possible de s'enfermer quelques minutes pour échapper aux créatures. Evelyn apprend que les fils d'Emmett ont été tués, et que sa femme est morte de maladie plusieurs mois plus tard. Elle lui reproche de ne pas avoir eu le courage de venir les aider alors qu'il savait qu'ils vivaient dans la vallée, et malgré ses réticences, Emmett accepte d'accueillir la famille par culpabilité.
La famille comprend que d'autres personnes ont survécu, mais Emmett les avertit : certains survivants sont aussi dangereux que les créatures. Regan est néanmoins déterminée à honorer la volonté de son père – qui aurait voulu mettre sa famille à l'abri et aider les autres – et à rejoindre ces survivants, qu'elle pense localiser sur une île grâce aux paroles de la chanson. La jeune fille se confie alors à son frère Marcus : elle pense que si elle parvient à atteindre la tour de radio de l'île, les ultrasons émis par son kit pourront être transmis à d'autres survivants qui pourront alors utiliser le signal de radio comme une arme contre les créatures. Malgré les protestations de son frère, l'adolescente s'enfuit en secret et quitte la fonderie en longeant les lignes de chemins de fer. En découvrant sa disparition, Evelyn implore Emmett de retrouver et ramener sa fille, ce qu'il finit par accepter. Il sauve la jeune fille in extremis alors qu'elle était piégée dans un wagon de train, incapable de se défendre contre une créature malgré son kit et son fusil. Malgré la promesse faite à Evelyn et ses difficultés pour communiquer avec la jeune sourde, Emmett se laisse convaincre et décide de l'aider dans sa mission.
Pendant ce temps, malgré les supplications de Marcus, Evelyn laisse ses fils à la fonderie afin de se rendre en ville de nuit pour récupérer des médicaments pour soigner son fils aîné, et des bonbonnes d'oxygène pour remplacer celle, presque vide, de son bébé. Pendant son absence, Marcus décide d'explorer la fonderie et découvre le cadavre de la femme d'Emmett. Surpris et apeuré, il percute bruyamment des objets, ce qui alerte les créatures aux alentours. Marcus se précipite pour se réfugier avec son petit frère dans l'une des cuves, mais il la verrouille par accident. Rapidement a cours d'oxygène, le jeune garçon essaye de tenir et de sauver le nouveau-né grâce au masque à oxygène et à la bonbonne, mais celle-ci finit par se vider.
Au même moment, Emmett et Regan sont pris en embuscade par un groupe d'humains devenus sauvages. Ils piègent Emmett et tentent de kidnapper Regan. Pour leur échapper, Emmett fait volontairement du bruit et attire deux créatures qui massacrent le groupe d'humains ; cette diversion permet à Regan et Emmett de plonger dans l'eau. Ils embarquent alors sur une barque et atteignent une île où ils sont recueillis par d'autres survivants, regroupés en une petite colonie menant une vie relativement normale car ne craignant pas les attaques des créatures. Le leader de la colonie apprend à Emmett que lorsque le gouvernement a découvert que les aliens ne pouvaient pas nager, la garde nationale a essayé d'évacuer autant de monde que possible sur les îles côtières, mais qu'en raison d'un mouvement de foule et de la panique collective, seule une poignée de personnes a réellement pu quitter la marina et survivre.
De retour à la fonderie, Evelyn parvient à attirer la créature hors du bunker : elle tente alors de l'immoler par le feu, avant de déclencher l'extincteur automatique à eau. La pluie improvisée brouille l'ouïe de la créature, ce qui permet à Evelyn de revenir à la cuve sans attirer son attention, et de sauver ses fils de l'asphyxie.
À l'aube, sur l'île, alors qu'il s'accorde un moment de répit, Emmett découvre qu'une créature a réussi à monter sur l'un des bateaux de la marina et a dérivé jusqu'à la plage de l'île. Emmett tente alors de prévenir les habitants de la colonie du danger, mais ceux-ci se font alors attaquer. Le leader de la colonie et lui ont tout juste le temps de mettre le fils de ce dernier et un autre enfant à l'abri, avant de grimper à bord d'une voiture en compagnie de Regan, et d'attirer la créature hors de la ville en klaxonnant. Ils conduisent jusqu'à la station de radio, mais inquiet pour son fils, le leader de la colonie est attaqué et tué dans un moment d'inattention. Emmett et Regan s’enfuient dans la station et tentent d'atteindre la salle de diffusion malgré la présence de la créature. Emmett est alors gravement blessé et à la merci de l'alien, mais Regan parvient alors à diffuser les ultrasons de son kit à travers les haut-parleurs de la station, ce qui handicape la créature. La jeune fille en profite alors et fracasse la tête de l'alien avec une barre en métal, la tuant et sauvant ainsi la vie d'Emmett.
En parallèle, à la fonderie, les bouteilles d'oxygène étant vides, Evelyn tente de sortir de la cuve du bunker mais la créature est toujours là et en profite pour l'attaquer. Alors qu'ils sont acculés au fond de la cuve, Marcus entend les ultrasons émis par sa sœur à travers sa radio portable, et dans un élan de courage, il parvient à activer le haut-parleur de l'appareil pour faire reculer la créature, qu'il abat avec le revolver de sa mère.
À la station, Regan laisse son implant connecté au microphone de la radio afin d'émettre des ultrasons en continu, ce qui permet à n'importe quelle personne recevant la fréquence de s'en servir comme d'une arme pour survivre.

## Fiche technique
|                            | Films                                    | Films                                           | Films                                           | Films                                    |
| Sans un bruit (2018)       | Sans un bruit 2 (2020)                   | Sans un bruit : jour 1 (2024)                   | Sans un bruit 3 (N/A)                           |                                          |
| -------------------------- | ---------------------------------------- | ----------------------------------------------- | ----------------------------------------------- | ---------------------------------------- |
| Titre québécois            | Un coin tranquille                       | Un coin tranquille 2e partie                    | Un coin tranquille : Jour 1                     | Un coin tranquille 3e partie             |
| Titre original             | A Quiet Place                            | A Quiet Place Part II                           | A Quiet Place: Day One                          | A Quiet Place Part III                   |
| Réalisateurs               | John Krasinski                           | John Krasinski                                  | Michael Sarnoski                                | NC                                       |
| Scénaristes                | John Krasinski                           | John Krasinski                                  | Michael Sarnoski                                | NC                                       |
| Scénaristes                | Bryan Woods                              |                                                 | Jeff Nichols                                    |                                          |
| Scénaristes                | Scott Beck                               |                                                 |                                                 |                                          |
| Musique                    | Marco Beltrami                           | Marco Beltrami                                  | NC                                              | NC                                       |
| Production                 | Michael BayAndrew FormBrad Fuller        | Michael BayAndrew FormBrad FullerJohn Krasinski | Michael BayAndrew FormBrad FullerJohn Krasinski | NC                                       |
| Budget                     | 17 000 000 $                             | 61 000 000 $                                    | 67 000 000 $                                    | NC                                       |
| Sociétés de production     | Platinum Dunes                           | Platinum Dunes                                  | Platinum Dunes                                  | Platinum Dunes                           |
| Sociétés de production     | Sunday Night Productions (en)            |                                                 |                                                 |                                          |
| Société de distribution    | Paramount Pictures                       | Paramount Pictures                              | Paramount Pictures                              | Paramount Pictures                       |
| Pays de production         | États-Unis                               | États-Unis                                      | États-Unis                                      | États-Unis                               |
| Dates de sortie États-Unis | 6 avril 2018                             | 28 mai 2021                                     | 28 juin 2024                                    | Date sujette à modification              |
| Dates de sortie France     | 20 juin 2018                             | 16 juin 2021                                    | 26 juin 2024                                    | Date sujette à modification              |
| Durée                      | 90 minutes                               | 97 minutes                                      | 99 minutes                                      | NC                                       |
| Genre cinématographique    | science-fiction, thriller, drame, action | science-fiction, thriller, drame, action        | science-fiction, thriller, drame, action        | science-fiction, thriller, drame, action |
| Classification             | PG-13                                    | PG-13                                           | PG-13                                           | NC                                       |
| Classification             | interdit aux moins de 12 ans             | interdit aux moins de 12 ans                    | NC                                              | NC                                       |

## Distribution
| Personnages           |                    |                     |                        |                             |
| Personnages           | Sans un bruit      | Sans un bruit 2     | Sans un bruit : jour 1 | Sans un bruit 3             |
| Personnages           | 2018               | 2021                | 2024                   | Date sujette à modification |
| --------------------- | ------------------ | ------------------- | ---------------------- | --------------------------- |
| Evelyn Abbott         | Emily Blunt        | Emily Blunt         |                        |                             |
| Regan Abbott          | Millicent Simmonds | Millicent Simmonds  |                        |                             |
| Marcus Abbott         | Noah Jupe          | Noah Jupe           |                        |                             |
| Lee Abbott            | John Krasinski     | John Krasinski      |                        |                             |
| Beau Abbott           | Cade Woodward      | Dean Woodward       |                        |                             |
| l'homme dans les bois | Leon Russom        |                     |                        |                             |
| Emmett                |                    | Cillian Murphy      |                        |                             |
| le chef de la colonie |                    | Djimon Hounsou      | Djimon Hounsou         |                             |
| l'homme de la marina  |                    | Scoot McNairy       |                        |                             |
| Roger                 |                    | Wayne Duvall        |                        |                             |
| Ronnie                |                    | Okieriete Onaodowan |                        |                             |
| Samira                |                    |                     | Lupita Nyong'o         |                             |
| Zena                  |                    |                     | Eliane Umuhire         |                             |
| Eric                  |                    |                     | Joseph Quinn           |                             |
| Reuben                |                    |                     | Alex Wolff             |                             |

## Accueil

### Critique
| Films                  | Rotten Tomatoes     | Metacritic            | AlloCiné             |
| ---------------------- | ------------------- | --------------------- | -------------------- |
| Sans un bruit          | 96% (388 critiques) | 82/100 (55 critiques) | 3,7⁄5 (30 critiques) |
| Sans un bruit 2        | 91% (361 critiques) | 71/100 (57 critiques) | 3,4⁄5 (26 critiques) |
| Sans un bruit : jour 1 | 87% (257 critiques) |                       | 3,2⁄5 (7 critiques)  |

### Box-office
| Films                  | Recettes au box-office  | Recettes au box-office  | Recettes au box-office   | Nombre d'entrées | Budget         | Réf.              |
| Films                  | États-Unis, Canada      | Reste du monde          | Mondial                  | France           | Budget         | Réf.              |
| ---------------------- | ----------------------- | ----------------------- | ------------------------ | ---------------- | -------------- | ----------------- |
| Sans un bruit          | 188 024 361 $           | 152 928 610 $           | 340 952 971 $            | 647 910          | 17 millions $  | ,                 |
| Sans un bruit 2        | 160 072 261 $           | 137 300 000 $           | 297 372 261 $            | 646 817          | 61 millions $  | [ 13 ]            |
| Sans un bruit : Jour 1 | 64 115 771 $ (en cours) | 45 500 000 $ (en cours) | 109 615 771 $ (en cours) |                  | 67 millions $  | [réf. nécessaire] |
| Totaux                 | 348 096 622 $           | 290 228 610 $           | 638 325 232 $            | 1 294 727        | 145 millions $ |                   |